# 조원숙 (아나운서)
조원숙은 KBS울산방송국 아나운서이다.

## 현재 진행 프로그램
- 위풍당당 실버시대
- 해피하모니 제작 진행
- 라디오 동서남북
- 라디오 전국일주 취재 및 진행 (주1회 참여)

## 과거 진행 프로그램
- TV뉴스 진행
- 1R 시사 프로그램 (아침 정보울산,라디오 동서남북)
- KBS 울산FM FM 가요앨범
- 1982년 KBS울산방송국 입사